# Formation de Medusae Fossae
L'expression informelle « formation de Medusae Fossae » — souvent abrégée en MFF, pour Medusae Fossae Formation — désigne une vaste région équatoriale de la planète Mars, située dans les quadrangles d'Elysium, d'Aeolis, de Memnonia et d'Amazonis, longeant par le nord la frontière géologique matérialisant la dichotomie crustale martienne entre la plaine d'Amazonis Planitia au nord, les hautes terres de Terra Cimmeria et de Terra Sirenum au sud, et les deux régions volcaniques d'Elysium Planitia à l'ouest et du renflement de Tharsis à l'est.

## Géographie et géologie
Cette région fait l'objet d'intenses recherches pour en élucider la nature et l'origine, aujourd'hui encore mal comprises. Elle est caractérisée par des formations atypiques se présentant comme des monticules lobés à la surface ondulée, géologiquement très jeunes au vu de la quasi absence de cratères à leur surface (mais d'origine sans doute bien plus ancienne, remontant probablement à l'Hespérien), et qui recouvrent parfois clairement des topographies plus anciennes : Lucus Planum par 4° S et 182° E, 
Eumenides Dorsum par 4,4° N et 203,5° E, 
Amazonis Mensa par 2° S et 212,5° E, 
et Gordii Dorsum par 4,4° N et 215,9° E ; plus à l'ouest, Aeolis Planum par 0,8° S et 145° E, et Zephyria Planum par 1° S et 153,1° E, au sud d'Elysium Planitia, sont également intégrés à cet ensemble.
| 1 2 3 4 5 6 7 8 9 10 11 12 13 14 15 |

| Légende | 1 ：Aeolis Planum 2 ：Zephyria Planum 3 ：Avernus Cavi | 4 ：Tartarus Rupes 5 ：Apollinaris Sulci 6 ：Tartarus Scopulus | 7 ：Lucus Planum 8 ：Memnonia Sulci 9 ：Medusae Fossae | 10 ：Medusae Sulci 11 ：Eumenides Dorsum 12 ：Amazonis Mensa | 13 ：Amazonis Sulci 14 ：Gordii Dorsum 15 ：Gigas Fossae |

La plus emblématique et la moins bien comprise de ces formations est celle entourant Medusae Fossae, située par 3,2° S et 197° E, au sud-ouest d'Eumenides Dorsum, dans le quart nord-est du quadrangle de Memnonia. Ce matériau particulier présente une texture meuble et une fragilité à l'érosion éolienne bien mises en évidence à travers ses yardangs vus par l'imageur thermique THEMIS de la sonde 2001 Mars Odyssey, et ci-dessous par HiRISE :

Yardangs de la formation de Medusae Fossae vus par l'instrument HiRISE de Mars Reconnaissance Orbiter
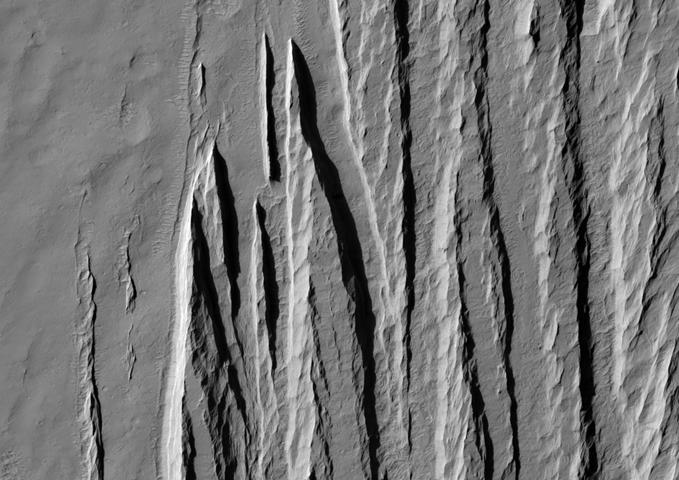
Vue de la formation de Medusae Fossae le 2 août 2008 par l'instrument HiRISE de MRO, dans le quadrangle d'Aeolis par 10,2° S et 176,4° E [4].
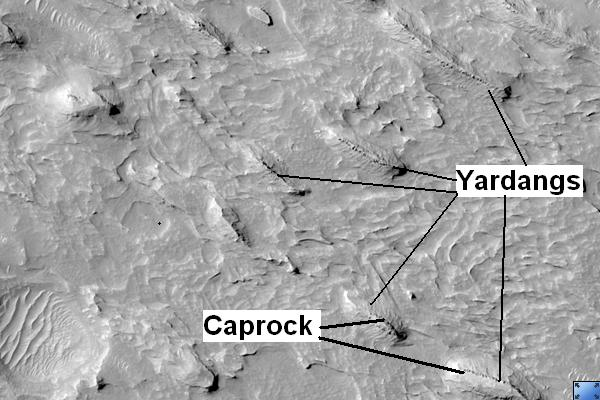
Vue de la formation de Medusae Fossae le 30 septembre 2006 par l'instrument HiRISE de MRO, dans le quadrangle d'Elysium par 0,5° N et 142,1° E [5].
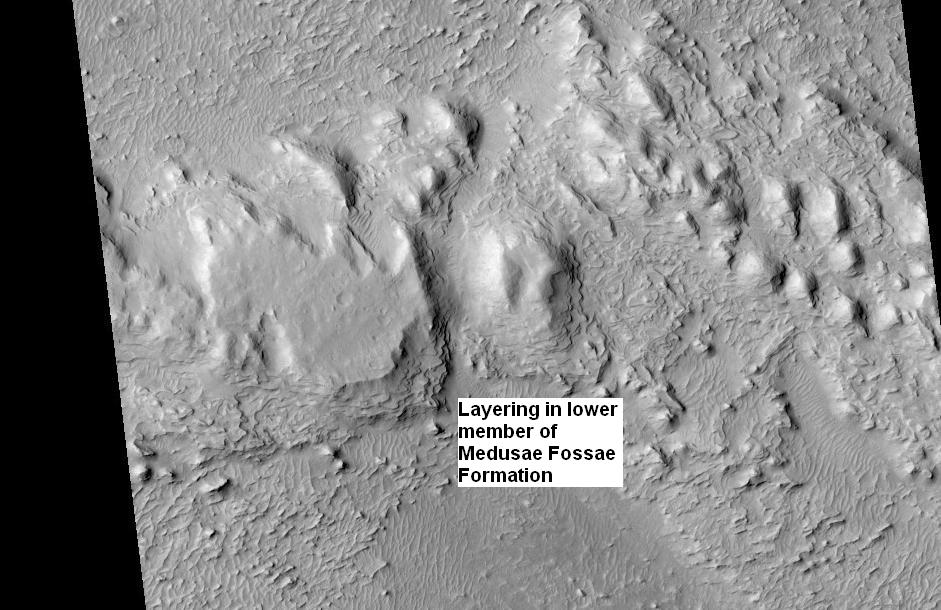
Strates de la formation de Medusae Fossae vues le 9 janvier 2008 par l'instrument HiRISE de MRO, dans le quadrangle d'Aeolis par 2,1° S et 148,8° E [6].
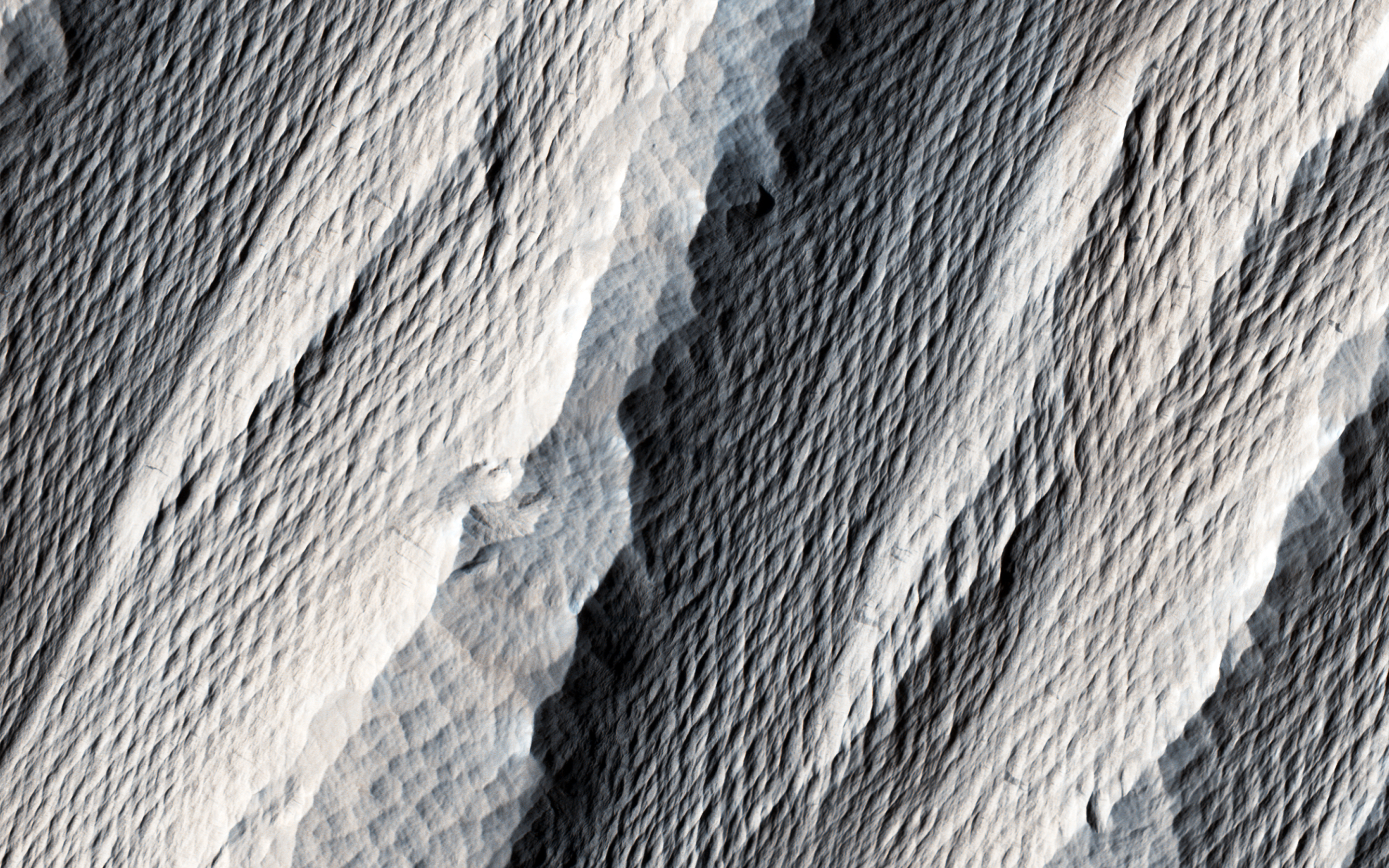
Autre vue de Yardangs.

La sonde européenne Mars Express et sa caméra HRSC ont également fourni des clichés détaillés de cette région,.
Mars Express a permis l'étude intensive de la formation de Medusae Fossae à l'aide de son radar MARSIS, sous la responsabilité de l'Italien Giovanni Picardi. Ces études ont montré qu'il s'agit de dépôts atteignant par endroits 2,5 km d'épaisseur, dont les propriétés électriques sont compatibles à la fois avec une nature poreuse (dépôts de cendres volcaniques d'origine éolienne) et une nature aqueuse (glace d'eau chargée de poussières, comme dans la calotte polaire australe résiduelle), les données alors recueillies ne permettant pas de trancher entre ces deux possibilités,. Des analyses récentes ont montré que ces dépôts se sont peut-être étendus au-delà de la frontière géologique marquant la dichotomie crustale, comme pourraient le laisser penser des formations interprétées comme des restes de dépôts similaires sur les hautes terres au sud de Medusae Fossae.
L'instrument SHARAD de Mars Reconnaissance Orbiter, précisément conçu pour analyser les échos radar superficiels, avait par ailleurs permis de déterminer que la structure des couches de dépôts constituant la formation de Medusae Fossae diffère de celle des calottes polaires, dans la mesure où aucune stratification particulière n'a pu être mise en évidence à partir des données recueillies par cet instrument, et ce malgré le fait qu'une stratification des terrains correspondants par couches de quelques dizaines de mètres d'épaisseur soit décelable dans l'infrarouge et la lumière visible ; a contrario, la calotte australe résiduelle montre quant à elle une stratification parfaitement détectable par SHARAD.
L'ensemble des résultats accumulés jusqu'à présent brosse le portrait d'une région géologiquement très complexe à l'histoire bien plus longue qu'estimé initialement, ne se limitant pas à l'érosion éolienne mais comprenant également des phénomènes tectoniques et hydrologiques.